# Yuvileinystadion
Het Yuvileinystadion (Oekraïens: Стадiон Ювiлейний) is een multifunctioneel stadion in Soemy, een stad in Oekraïne. 
In het stadion is plaats voor ongeveer 25.000 toeschouwers. De bouw begon in 1999 en duurde tot 2001. Het verving daarmee het gesloopte Spartakstadion. Het stadion werd geopend op 20 september 2001. Het stadion wordt vooral gebruikt voor voetbalwedstrijden, de voetbalclub FC Alians Lypova Dolyna maakt gebruik van dit stadion. 